# Каведине
Каведине (итал. Cavedine) — коммуна в Италии, располагается в провинции Тренто области Трентино-Альто-Адидже.
Население составляет 2729 человек, плотность населения составляет 72 чел./км². Занимает площадь 38 км². Почтовый индекс — 38073. Телефонный код — 0461.
В коммуне 15 августа особо празднуется Успение Пресвятой Богородицы.

## Города-побратимы
- Эггольсхайм, Германия (1979)